# Кастав
Ка́став (хорв. Kastav, итал. Castua) — небольшой город в Приморско-Горанской жупании Хорватии. Находится в десяти километрах к северо-западу от Риеки и в пяти километрах к северо-востоку от Опатии. Кастав был заложен на отдельно стоящем холме высотой 378 метров над уровнем моря, население города по данным на 2001 год составляет 2037 человек, в границах муниципалитета — 8891. Его исторический центр, парки и большой лес привлекают туристов из Хорватии и других стран. В пределах городской стены находится церковь, относящаяся к XIII веку, в которой каждое лето проводится международный музыкальный фестиваль.

## История
Кастав имеет продолжительную историю. Городом владели иллирийцы, затем римляне. Город был заложен как крепость с девятью башнями. С XII века городом правила итальянская графская династия из города Дуино (Италия). В 1400 году город перешёл под контроль графов Walse, в это же время был написан Закон города Кастава 1400 года на национальном языке, закрепивший статус города как административного и политического центра конца XIV века. В 1465 году городом завладевают Габсбурги, а в 1630 — орден иезуитов. В 1773 году Кастав перешёл под власть Австрии.
В 1700 году в Каставе была основана школа, ставшая первой школой Истрии. В 1863 году город был опустошён эпидемией холеры. В 1866 году после возрождения города была основана первая в Истрии библиотека. До образования Королевства сербов, хорватов и словенцев Кастав, в отличие от окрестных деревень, принадлежал Италии.

## Население
Население города в границах собственно Кастава составляет 2037 жителей. 1 августа 2003 года в состав города были включены близлежащие населённые пункты. Благодаря привлекательности региона население города быстро растёт — с 1991 по 2001 год оно увеличилось почти наполовину.
| Населённый пункт | 1991 год | 2001 год |
| ---------------- | -------- | -------- |
| Брнчичи          | 504      | 677      |
| Чиковичи         | 1790     | 3089     |
| Кастав           | 930      | 2037     |
| Рубеши           | 1627     | 1722     |
| Спинчичи         | 687      | 876      |
| Тринайсчичи      | 457      | 490      |
| Всего            | 5995     | 8891     |

С учётом посёлков Юренчичи (320 жителей) и Еловичани (150 жителей) население Кастава составляет 9361 житель.
По плотности населения (808,3 чел/км²) Кастав занимает седьмое место в Хорватии.

### Национальный состав
Основной национальностью Кастава являются хорваты, доля которых существенно возросла после 1991 года, в то время как доля остальных народов в общей численности населения сократилась.
| Национальность | 1991 год | 2011 год |
| -------------- | -------- | -------- |
| Хорваты        | 72,72 %  | 86,86 %  |
| Сербы          | 10,77 %  | 4,62 %   |
| Боснийцы       | 2,60 %   | 2,07 %   |
| Албанцы        | —        | 1 %      |
| Словенцы       | 1,34 %   | 0,66 %   |

## Климат
Из-за особенностей географического положения в Каставе очень жаркое лето и холодная зима. Летом температура воздуха может подниматься до 37 °C и более. Летними вечерами лес в Каставе заполняются отдыхающими и спортсменами, поддерживающими форму во время летних перерывов. Зимой Кастав одним из первых в Кварнерском регионе покрывается снегом.

## Достопримечательности

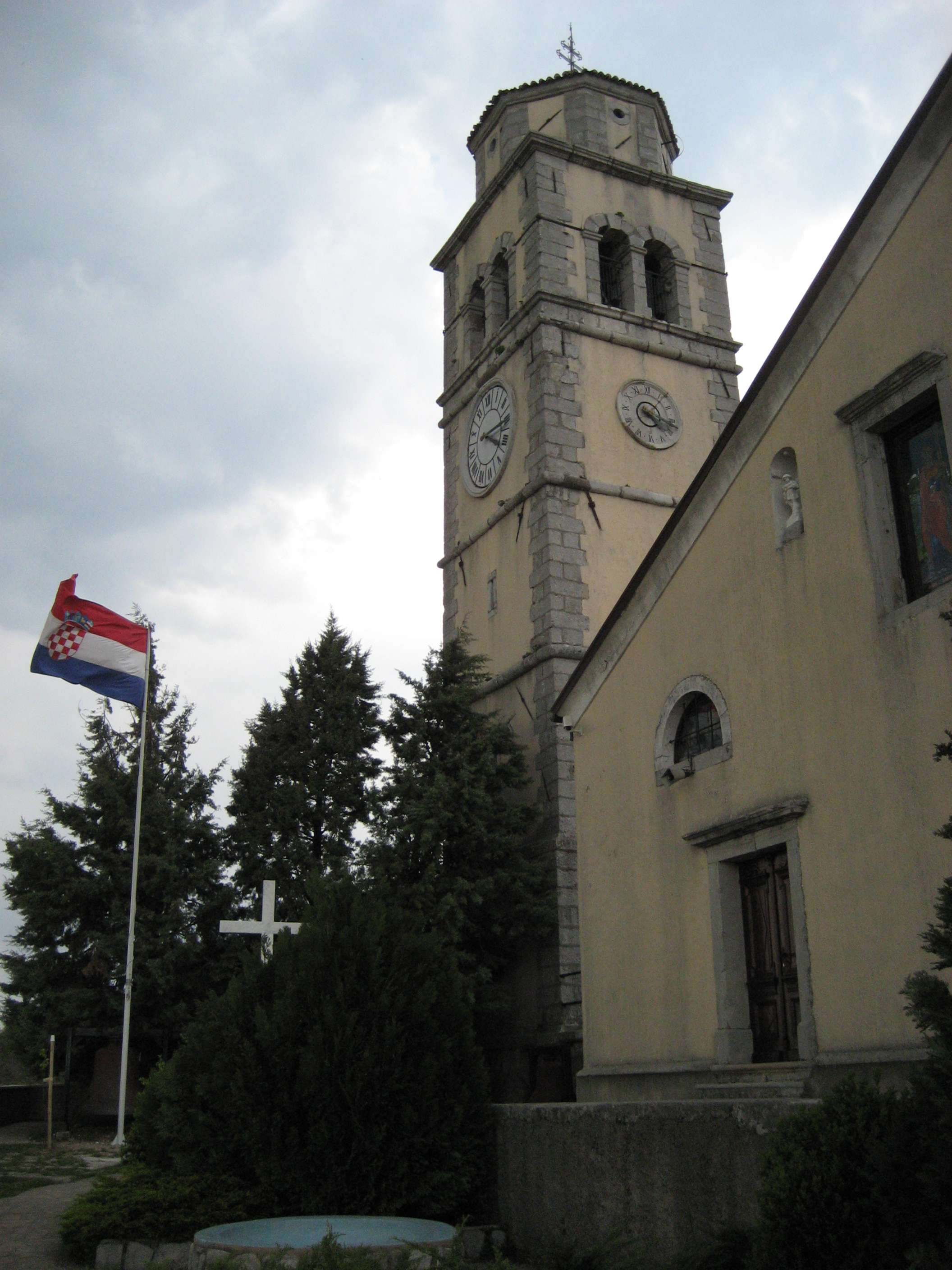
Церковь в Каставе

- Церковь св. Елены Крижарице на самой высокой точке города.
- Часовни: св. Антония Великого, Святой Троицы, св. Фабиана и Себастьяна, св. Миховила).
- Городские ворота и крепостная стена
- Недостроенная церковь
- Площадь Локвина

## Экономика
Экономика в Каставе развита слабо, поскольку жители, в основном, работают в соседних Риеке и Опатии, однако и в самом городе есть частные магазины и компании. Недвижимость в Каставе очень дорогая благодаря удобному положению и прекрасному виду на Кварнер и острова залива. Интерес к Каставу растёт благодаря близости к странам Европейского Союза, а также из-за скорого вхождения Хорватии в это межгосударственное объединение. В город поступают капиталовложения от иностранных компаний, и по наиболее вероятному прогнозу в 2012 году в Каставе будет проживать 20 тысяч жителей.

## Правление города

### 2005—2009
По результатам выборов 2005 года в Городском совете были представлены следующие партии:
- Коалиция SDP-IDS-HSS-LS-HSU (8 мест)
- Коалиция HDZ-HKDU-HD (4 места)
- ARS (2 места)
- PGS (1 место)

После выборов 2005 года мэром города стал Дин Юрчич из SDP, а председателем Городского совета — Далибор Чикович из той же партии.
В начале 2007 года был создан первый Молодёжный Городской совет города Кастава, председателем которого был избран Ренато Станкович.

### После 2009
После выборов 2009 года состав Городского совета был следующим:
| Партия                    | Количество мест |
| ------------------------- | --------------- |
| SDP-HNS-IDS               | 7               |
| HDZ-HSS-HDS-HSP           | 4               |
| PGS-HSU                   | 2               |
| ARS                       | 1               |
| вне списка — Марин Ранчич | 1               |

Градоначальником был избран Ивица Луканович (кандидат от коалиции SDP-HNS-IDS), получивший 53,95 процента голосов. Заместителем мэра стал Дин Юрчич.

## Культура, спорт, образование
Спортивные достижения Кастава известны не только в Хорватии, но и в соседних Словении и Италии.
В Каставе тренируются довольно успешные команды по волейболу, гандболу, мини-футболу и, наиболее успешная, по баскетболу. Многие известные хорватские баскетболисты, например Эгон Станич, родом из Кастава. В ближайшем будущем в Каставе будет открыт суперсовременный спортивный центр.
Главным ежегодным культурным событием является фестиваль Bela nedeja, проводимый в первое воскресенье октября. Летом проводится Каставский летний фестиваль культуры (с 1992 года) и Международный фестиваль гитаристов (с 1997 года).
Хорватский композитор Ивана Ланг написала оперу «Каставский капитан».
В городе есть одна школа — средняя школа Милана Брозовича.